# Igreja da Póvoa de Santo Adrião

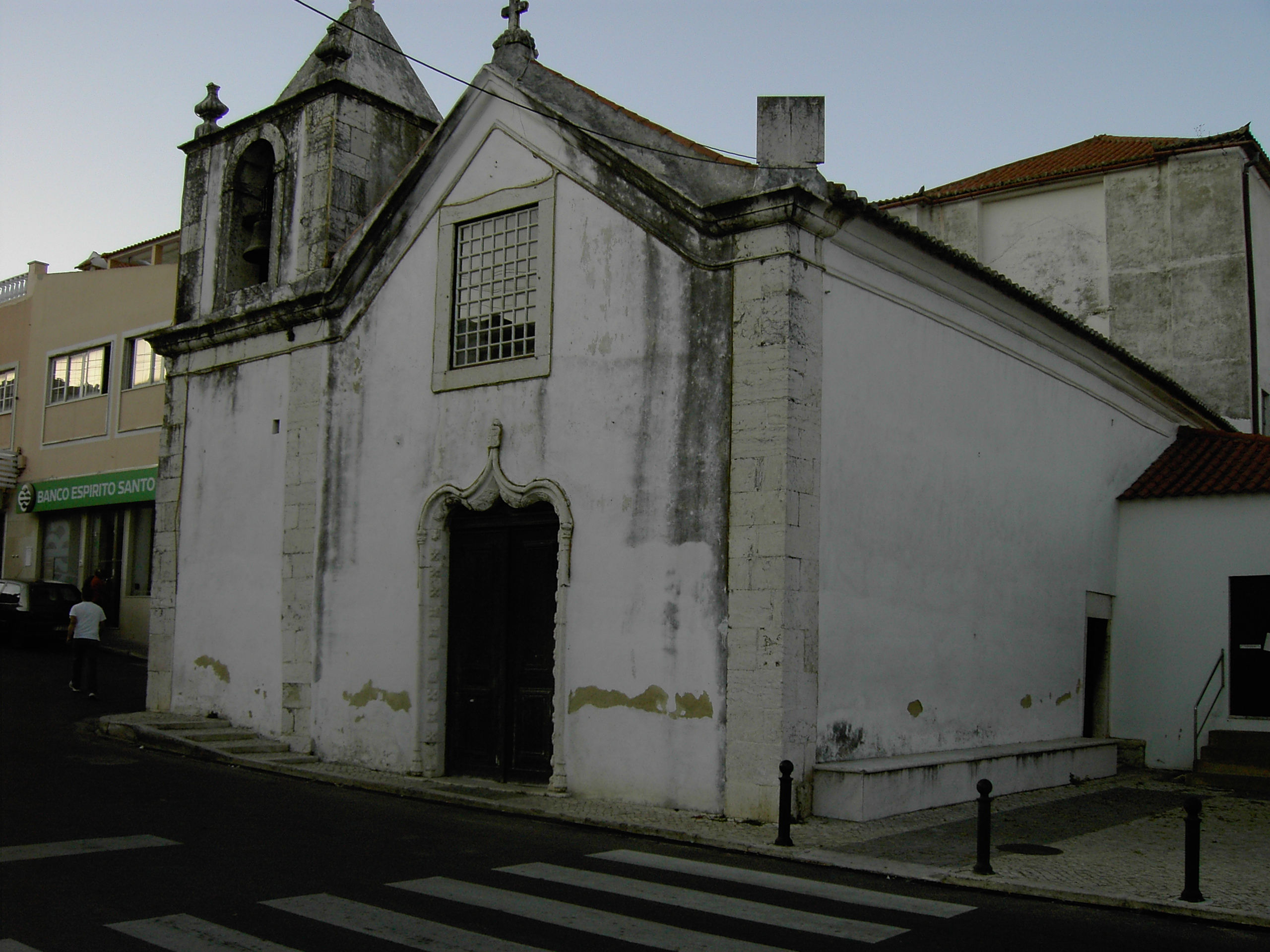
Die Kirche von Póvoa de Santo Adrião

Die Igreja da Póvoa de Santo Adrião ist die katholische Pfarrkirche der portugiesischen Gemeinde Póvoa de Santo Adrião (Kreis Odivelas).

## Geschichte
Die einschiffige Kirche stammt aus dem 16. Jahrhundert, als Póvoa de Loures zu einer eigenständigen Gemeinde erhoben wurde. Eine Bodenplatte beim Taufbecken ist auf 1540 datiert, das Portal im einfachen manuelinischen Stil auf 1560. Im 17. Jahrhundert wurde das Schiff auf Geheiß von Francisco da Silva de Noronha mit Azulejos geschmückt. 1742 wurde eine Sonnenuhr angebracht. 1802 schuf der Maler Pedro Alexandrino de Carvalho, der in dem Dorf lebte, einige Ausmalungen. 
Die Kirche wurde 1971 zum Monumento Nacional erklärt. Schutzpatron ist der heilige Adrian von Nikomedien.